# Festival international des cinémas d'Asie de Vesoul 2006
Le Festival international des cinémas d'Asie 2006 est la douzième édition du festival, qui s'est déroulée du 31 janvier 2006 au 7 février 2006 à Vesoul, en Haute-Saône.

## Programmation
Ci-dessous une liste non exhaustive des films diffusés lors de l'édition 2006 du festival, répartis en différentes thématiques.
Section « Visages des Cinémas d'Asie Contemporains »
- Chine : Grain ear de Zhang Lu
- Chine : Un père à Pékin de An Zhanjun
- Inde : Nisshabd, Toucher le silence de Jahar Kanungo
- Indonésie : Joni's promise de Joko Anwar
- Iran : Gilaneh de Rakhshan Bani-Etemad
- Iran : Full or empty  d'Abolfazl Jalili
- Kazakhstan : L'express des steppes de Amanzhol Aituarov
- Ouzbékistan : Le gardien  de Yousoup Razykov
- Turquie : Yolda d'Erden Kiral

Section Jeune Public
- Chine : La môme singe de Xiao-Yen Wang
- Corée du Sud : Jiburo de Lee Jung-hyang
- Iran : La montagne aux bijoux
- Iran : Contes persans
- Japon : Le serpent blanc de Taiji Yabushita

Hommage à Hou Hsiao-hsien
- Les garçons de Fengkuei
- Un été chez grand-père
- Un temps pour vivre, un temps pour mourir
- Poussières dans le vent
- Good men good women
- Good bye south good bye
- Les fleurs de Shanghai
- Millenium Mambo
- Café Lumière
- Three times
- Histoire de Taipeh d'Edouard Yang
- Ah Fei de Wan Jen
- HHH, un portrait de Hou Hsiao-hsien d'Olivier Assayas

Section thématique « Regards de femmes »
- Chine : Un taxi à Pékin  de Ning Ying
- Chine : Xiu Xiu de Joan Chen
- Hong Kong : Le chant de l'exil d'Ann Hui
- Inde : Mr et Mrs Iyer d'Aparna Sen
- Iran : ous la peau de la ville de Rakhshan Ban-Etemad
- Iran : A cinq heures de l'après midi de Samira Mahkmalbaf
- Iran : Une nuit de Niki Karimi
- Japon : Suzaku de Naomi Kawase
- Kazakhstan : Schizo de Guka Omarova
- Liban : Dans les champs de bataille de Danielle Arbid
- Mongolie : Le chien jaune de Mongolie de Byambasuren Davaa
- Pakistan : Khamosh Pani de Sabiha Sumar
- Turquie : Waiting for the clouds de Yesin Ustaoglu
- Suisse : La route du sel de Ulrike Koch (Le regard de l'occidental sur l'Asie)

Regard sur le cinéma ouzbek
- Baie amères de Kamara Kamalova
- 7ème balle d'Ali Khamraev
- Tendresse d'Elier Ichmoukhamedov
- Triptyque d'Ali Khamraev
- La jeunesse d'un génie d'Elier Ichmoukhamedov
- Sans peur d'A. Khamraev
- Camarade Boykenzhaev de Yousoup Razykov
- Garçons dans le ciel de Zoulfikar Moussakov

Documentaires
- Cambodge -  France : Les Khmers rouges, un procès contre l'oubli de Alexandre Dereims
- Irak : Le chant des absents de Leith Abdulamir
- Mongolie -  États-Unis : Kiran, au-delà de la Mongolie de Joseph Spaid
- Philippines : Bunso the youngest de Ditsi Carolino
- Sri Lanka -  France : Les naufragés du tsunami de Milka Assaf
- Viêt Nam : Vivre en ville de Lê Tuân Anh
- Viêt Nam : Le camp des oubliés de M. C Courtès et Nguyen My Linh
- Yémen : Une étrangère dans sa ville de Khadija al-Salami